# Gouzeaucourt
 Gouzeaucourt  es una población y comuna francesa, en la región de Norte-Paso de Calais, departamento de Norte, en el distrito de Cambrai y cantón de Marcoing.

## Demografía
| 1263 | 1260 | 1237 | 1286 | 1377 | 1253 |
| Para los censos de 1962 a 1999 la población legal corresponde a la población sin duplicidades (Fuente: INSEE [Consultar]) |      |      |      |      |      |